# Pavonis Mons
Pavonis Mons ist ein Schildvulkan auf dem Mars, der 1973 benannt wurde. Er liegt auf dem Äquator und ist der mittlere der drei Tharsis Montes in der Tharsis-Region. Der erloschene Vulkan hat einen Durchmesser von über 300 Kilometern und eine Höhe von etwa 12 Kilometern gegenüber seiner Umgebung.